# Григоровка (Пологовский район)
Григоровка (укр. Григорівка) — село,
Григоровский сельский совет,
Пологовский район,
Запорожская область,
Украина.
Код КОАТУУ — 2324281401. Население по переписи 2001 года составляло 1210 человек.
Является административным центром Григоровского сельского совета, в который не входят другие населённые пункты.

## Географическое положение
Село Григоровка находится у истоков реки Малая Токмачка,
ниже по течению примыкает село Семёновка.
Рядом проходит железная дорога, станция Кирилловка в 2-х км.

## История
- 1789 год (по другим данным в 1820 году) — дата основания как село Новогригоровка.
- До революции входило в Екатеринославскую губернию наряду с несколькими другими деревнями с тем же названием.
- В 1965 году переименовано в село Григоровка.

## Экономика
- «Григоровская», агрофирма, ЧП.

## Объекты социальной сферы
- Школа.
- Детский сад.
- Клуб.
- Фельдшерско-акушерский пункт.

## Достопримечательности
- Близ села Григоровка сохранились остатки Кирилловской крепости бывшей Днепровской линии.
- Братская могила советских воинов.